# Åke Bergman
Åke Bergman, född 11 november 1932 i Hedvig Eleonora församling, Stockholm, död 29 augusti 1987 i Rönninge, Stockholms län, var en svensk silversmed och konstnär. 

## Biografi
Åke Bergman, son till Sten Bergman och Dagny Bergman,  född Lindhé, (1890–1972). Bergmans syskon var Gundel, gift Rende (1923–2012), Marianne, gift Zitting (1925-2020) och fotografen Astrid Bergman Sucksdorff (1927-2015). Han växte upp i närheten av gårdarna Brantvik och Bergtorp i Rönninge.
Bergman studerade vid Konstfack, där han utbildade sig till silversmed. Han formgav och tillverkade under sitt yrkesliv bland annat smycken och kyrksilver. Han var även verksam som målare. 
Bergman var förlovad med Irina Hoffman ca 1958–1959. Han gifte sig dock sedermera med Kristina Bergman, född Sandström, som han träffade under studietiden på Konstfack. Paret fick en son och en dotter, födda 1963 respektive 1965. Bergman lämnade Stockholm och flyttade till Malmö och arbetade i Köpenhamn som silversmed under åren 1972-1974, varefter han flyttade tillbaka till Rönninge igen.
Bergman omkom under oklara omständigheter en augustinatt 1987, då han drunknade i en å som ansluter till sjön Uttran i Rönninge. 